# کن گیروتی
کن گیروتی (به انگلیسی: Ken Girotti) یک کارگردان تلویزیونی کانادایی است. او در سال ۲۰۰۶ برای جایزه دوپیکر در بخش "بهترین کارگردانی سریال‌های دراماتیک" برای سریال دوباره پیدا شده نامزد شد.
او کارگردان یک، دو یا قسمت‌های بیشتری از این سریال‌ها را عهده دار بود است:
- وایکینگ‌ها
- اریکا بودن
- پناهگاه
- سوپرنچرال
- نظم و قانون: نیت مجرم
- مرا نجات بده
- دروازه ستارگان اس‌جی-۱
- غذای روح
- محدوده بیرونی
- اولین موج
- نیکیتا
- عامل ناشناخته